# ألين بيتروفيتش
ألين بيتروفيتش (5 نوفمبر 1969 - ) هو لاعب كرة قدم كرواتي في مركز الدفاع. لعب مع نادي أوسييك ونادي بوخوم ونادي بيلينينسش ونادي دينامو زغرب ونادي سلافن بيلوبو وNK Marsonia ‏.

## وصلات خارجية
- ألين بيتروفيتش على موقع قاعدة بيانات كرة القدم.إي يو (الإنجليزية)
- ألين بيتروفيتش على موقع بيانات كرة القدم. دي إي (الألمانية)
- ألين بيتروفيتش على موقع عالم كرة القدم.نت (الإنجليزية)